# Nicola Velotti
Nicola Velotti (Casamarciano, 11 november 1964) is een Italiaanse psychoanalyticus, professor, kunstzinnig therapeut en filosofisch adviseur.

## Biografie
In 1991 creëerde hij het Manifest voor kunsttherapie met Flaccovio Editura, bijgestaan door kunstenaars als Camillo Capolongo. Hij is een pionier op het gebied van kunsttherapie in Italië en Europa. In de jaren die volgden leidde hij workshops kunsttherapie bij kunstenaar Claudio Costa, in samenwerking met psychiater Antonio Slavich van het voormalige O.P. van het Quarto Costa di Genova en in het voormalige O.P. uit Aversa met de psychiater Sergio Piro. In 1994, na het bijwonen van de eerste internationale conferentie over filosofische counseling in Vancouver door Ran Lahav en Lou Marinoff, publiceerde hij bij Flaccovio Publishing House het Italian Manifesto of Philosophical Practice., ondersteund door filosofen zoals Gerardo Marotta voor het leggen van de fundamenten en het ontwikkelen hiervan. discipline. in Italië. In de daaropvolgende jaren volgde hij cursussen die werden gegeven door Gerd Achenbach aan de Universiteit van Keulen, de grondlegger van filosofische counseling.Sinds 1995 als adjunct-directeur van de C.I.S.A.T. (Italian Center for Art Therapy Studies) heeft een reeks conferenties over kunsttherapie gepromoot waaraan wetenschappers van verschillende nationaliteiten deelnamen. Het verloop van de conferenties is verschenen in het tijdschrift van het Italiaanse Culturele Instituut van Napels "Nuove Lettere". In 1999 werd hij een professionele kunsttherapeut voor de AATA American Art Therapy Association en volgde hij cursussen die werden gegeven door Edith Kramer van de New York University, een van de pioniers van kunsttherapie. In 2000 richtte hij de vereniging "Philosophic Therapy Center" op en initieert een eerste opleiding in filosofische counseling. Hij was de eerste in Italië die een online cursus in filosofische counseling startte. Hoogleraar principes en technieken van artistieke therapie en geschiedenis van cinematografie en audiovisueel aan de ABAN Academie voor Schone Kunsten in Nola (Italië). Hij is lid van het bestuur van de Association des Psychanalystes Européens (EPA) , en heeft samengewerkt met verschillende wetenschappelijke tijdschriften. Zijn onderzoek richt zich op de praktische toepassing van kunst en filosofie gericht op het verbeteren van de psycho-fysieke toestand en het verbinden van de mens met de omgeving 

## Publicaties
Velotti is auteur van onderstaande boeken:
- Il Manifesto Italiano dell’Arteterapia, Flaccovio Editore, Palermo, (1991)[11]
- Il Manifesto Italiano della Pratica Filosofica, Flaccovio Editore, Palermo, (1994)[12]
- L' arte secondo la psicoanalisi: le basi teoriche dell'arteterapia (2018), ISBN 1792053606
- Pier Paolo Pasolini: l'arte poetica e filmica come terapia (2019), ISBN 1798645432
- Artikelen van Velotti over State of Mind
- Velotti boeken over AbeBooks